# 沙達格國家公園
40°55′26″N 48°15′10″E / 40.92389°N 48.25278°E

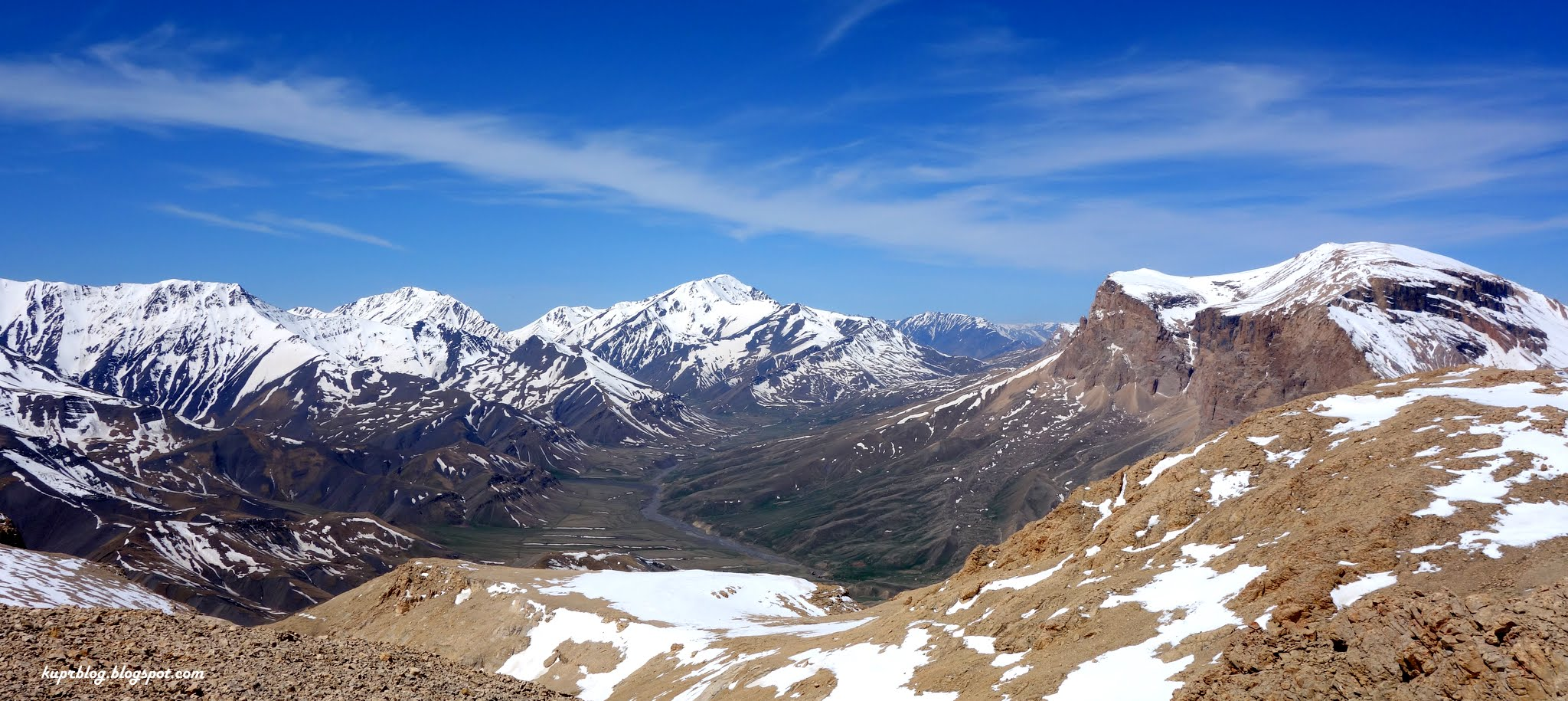

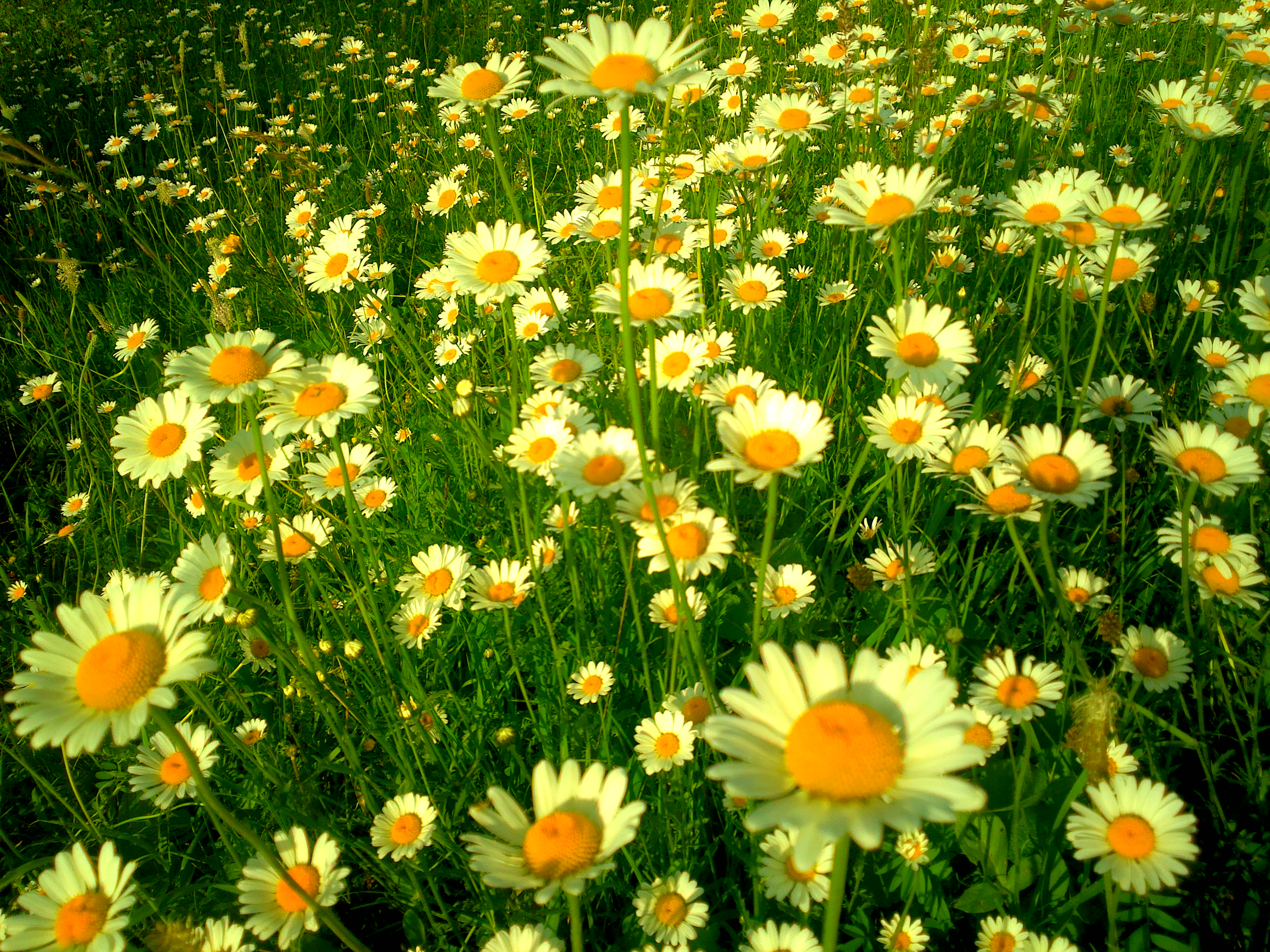

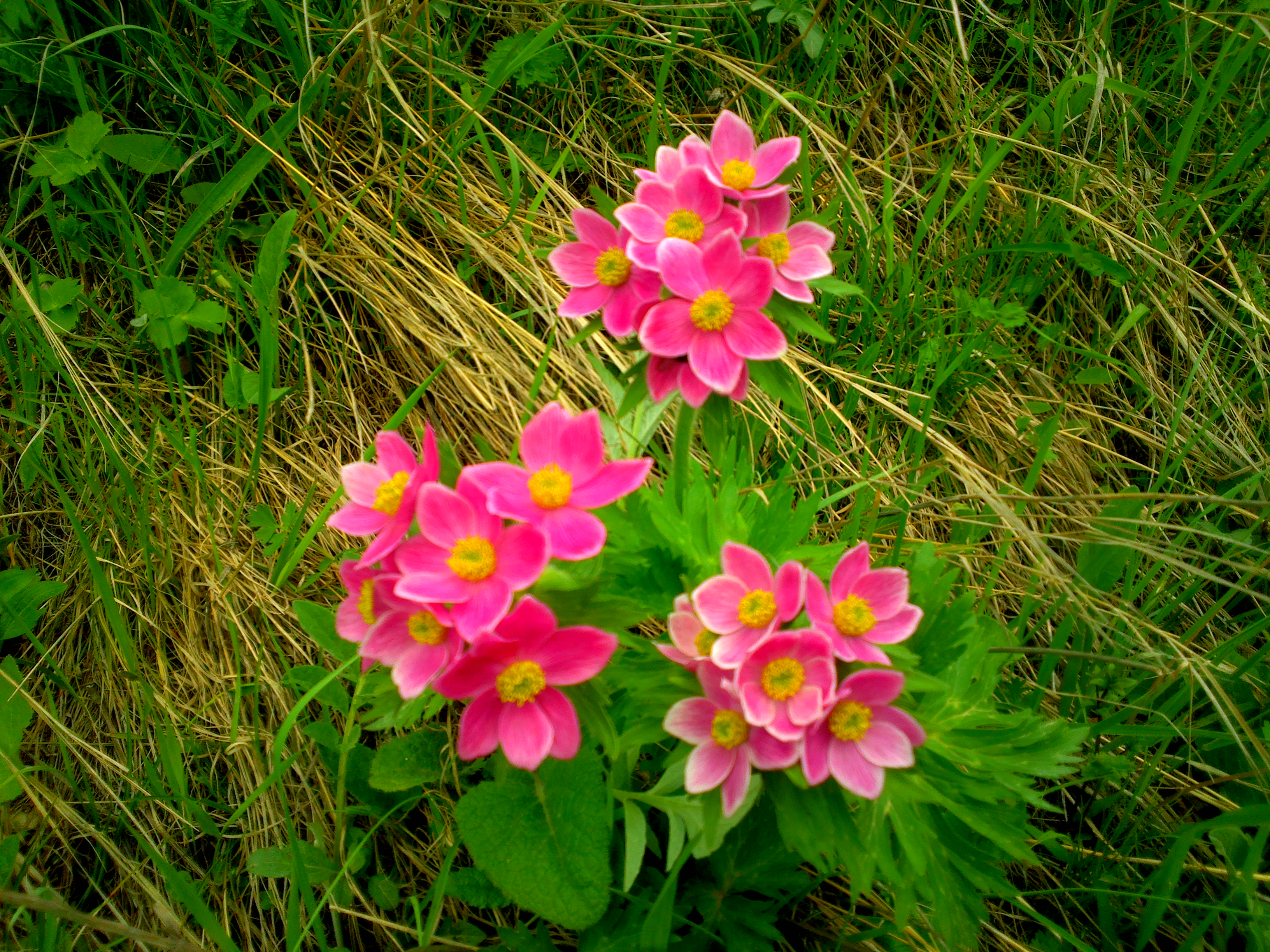

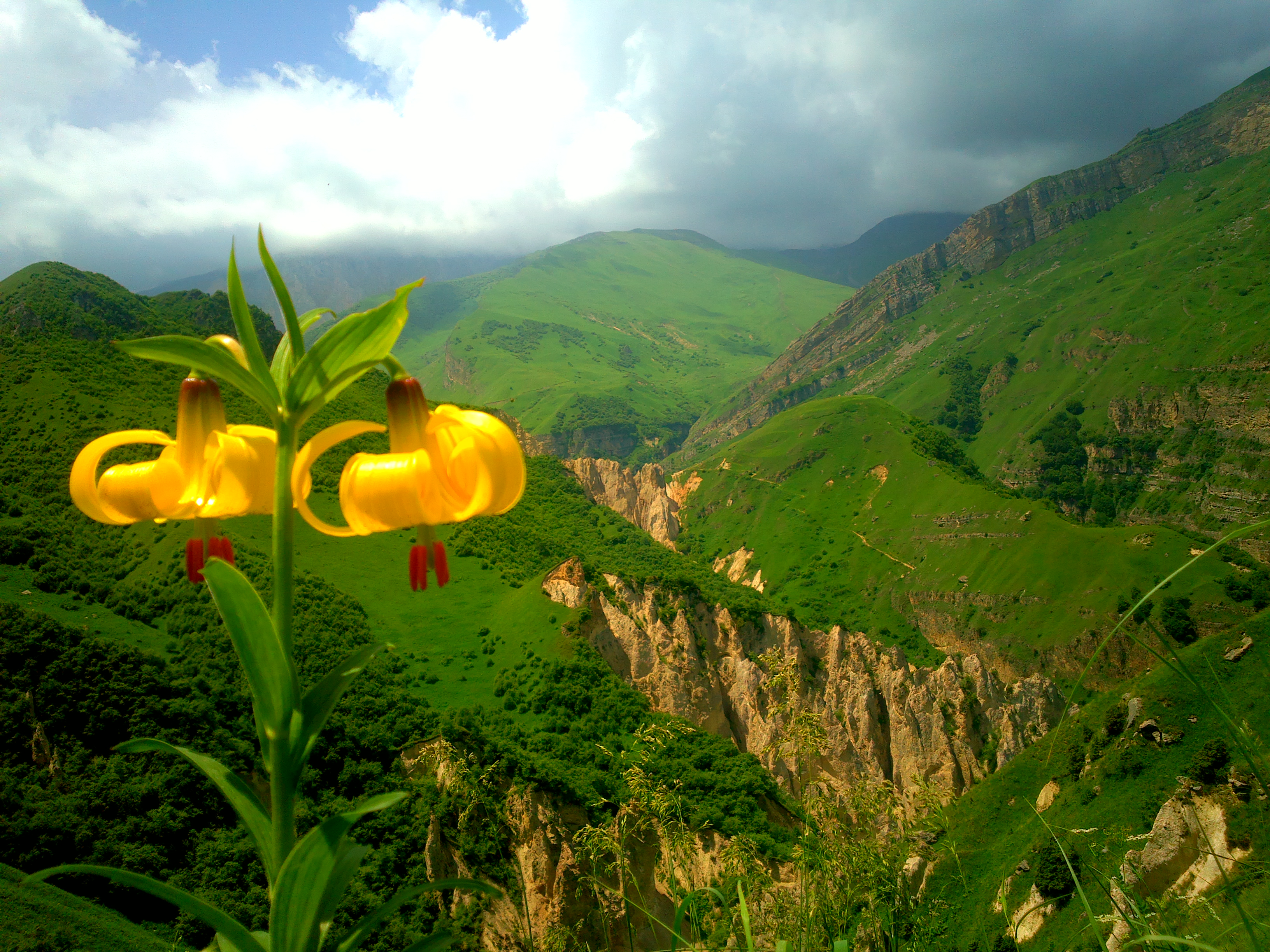

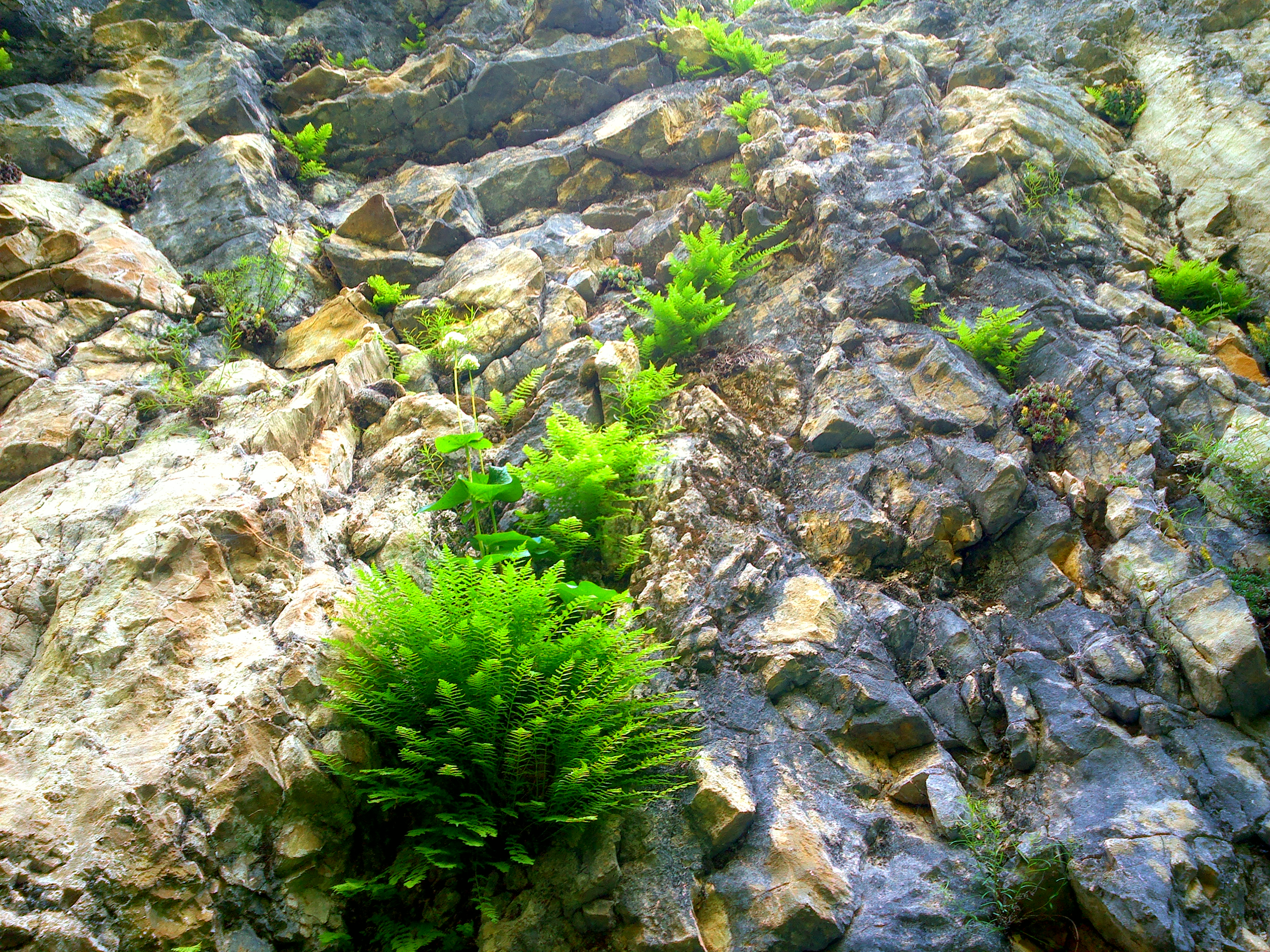

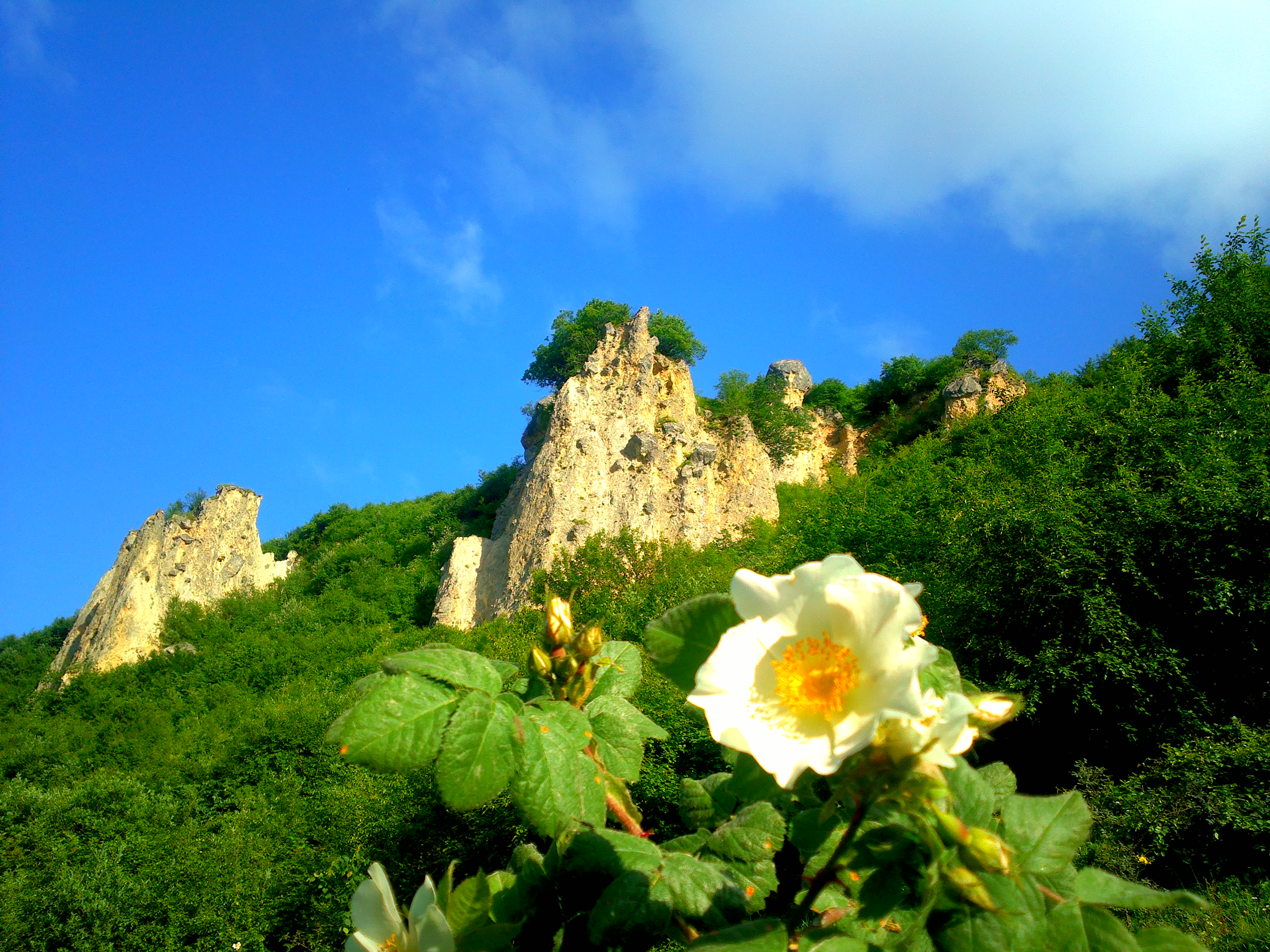

沙達格國家公園是阿塞拜疆的國家公園，位於該國北部，橫跨庫巴區、庫薩雷區、伊斯梅爾雷區、蓋貝萊區、奧古茲區和沙馬基區，成立於2006年12月8日，面積1,305.1平方公里。